# Кальмарский замок
Ка́льмарский замок (швед. Kalmar slott) — одно из наиболее значительных произведений североевропейского фортификационного искусства эпохи Ренессанса. Расположен в шведском городе Кальмар и отделён от балтийского берега каналом.

## История
Заложенный в 1290-е годы по указу Магнуса I на месте сторожевой башни, замок состоял из четырёх несимметричных стен, французских круглых башен по углам и двух укреплённых надвратных башен, каждая из которых представляла «замок в замке». Замок был навсегда вписан в европейскую историю в 1397 году, когда в нём была подписана Кальмарская уния.
После расторжения унии датчане продолжали удерживать южную часть нынешней Швеции — Сконе, поэтому Кальмар оставался важной пограничной крепостью. Шведский король Густав Ваза, считавший его «ключом ко всей стране», велел в 1545 году полностью перестроить замок по новейшему слову фортификационного искусства. Несмотря на эти ухищрения, во время Кальмарской войны 1611—1613 годах он был осаждён и взят датчанами из-за предательства коменданта замка Кристера Сомме.
Поскольку замок не предназначался для проживания монархов, внутреннее убранство было минимальным, а к концу XVII века в связи с переносом границы далеко на юг он в значительной мере потерял своё оборонительное значение и стал использоваться под склад провианта, а в 1780 году в нём устроили пивоварню. С этого времени вплоть до 1852 года часть замка использовалась как тюрьма. В 1884 году риксдаг выделил на реставрацию замка 80 тыс. крон. В наше время в замке находится музей.

## Галерея

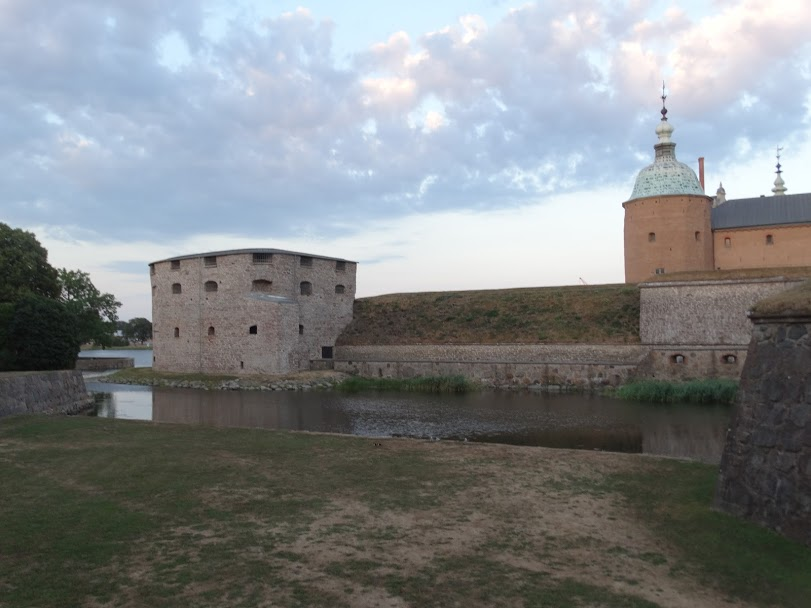
Кальмарский замок, общий вид
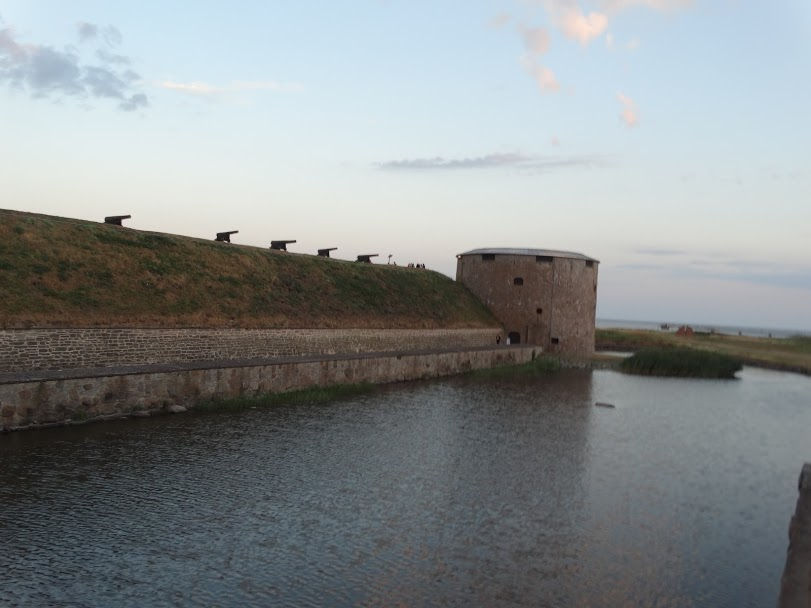
Кальмарский замок, бастион
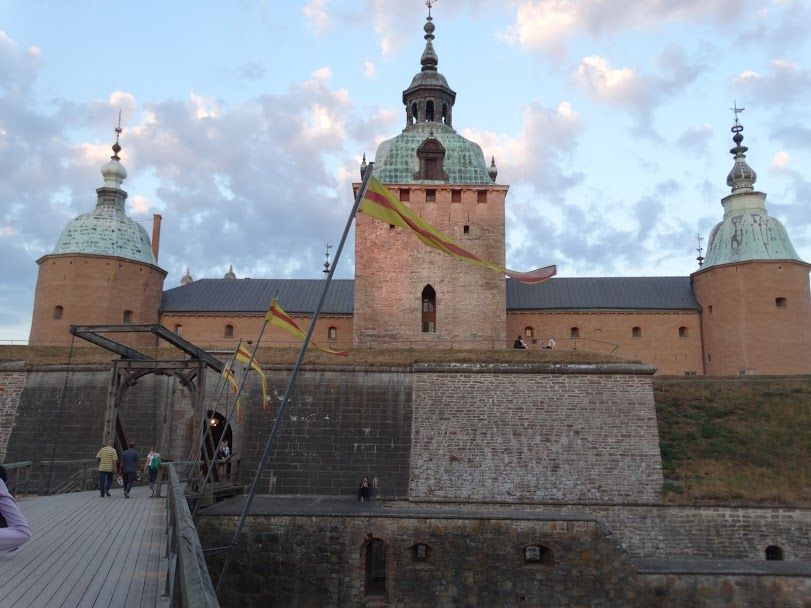
Кальмарский замок, главный вход
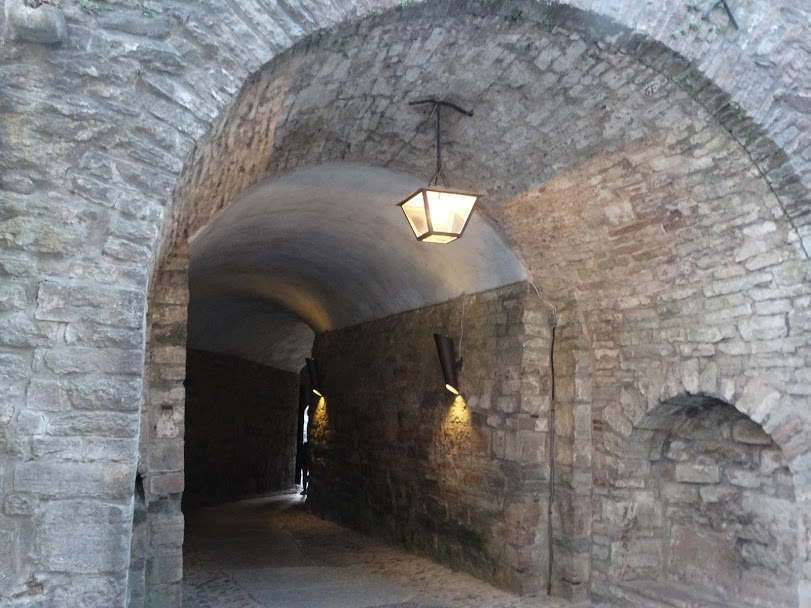
Кальмарский замок, внутри
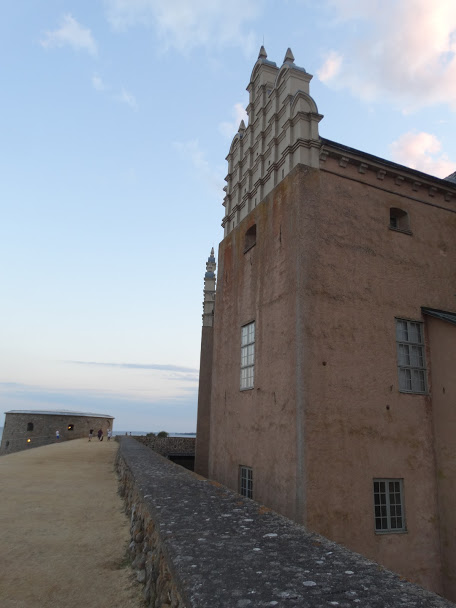
Кальмарский замок вечером
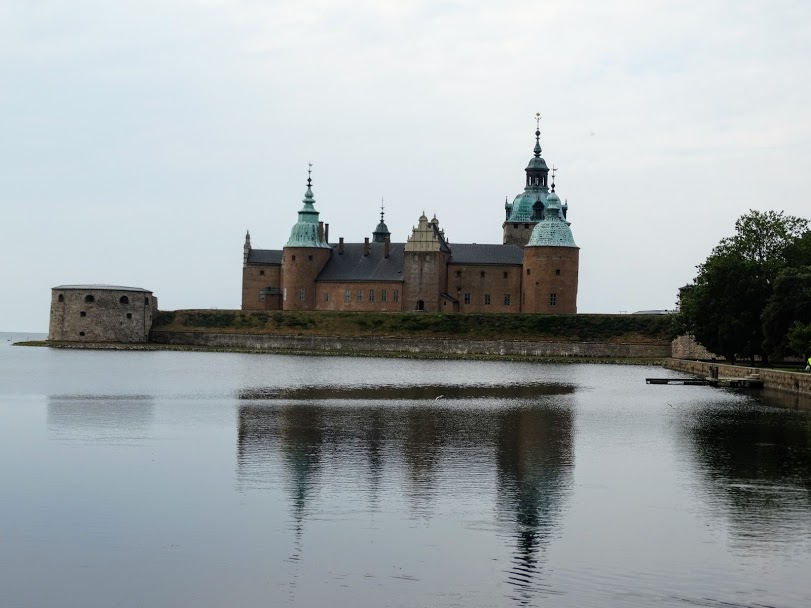
Кальмарский замок, вид с моря